# Замок Грінкастл (Даун)

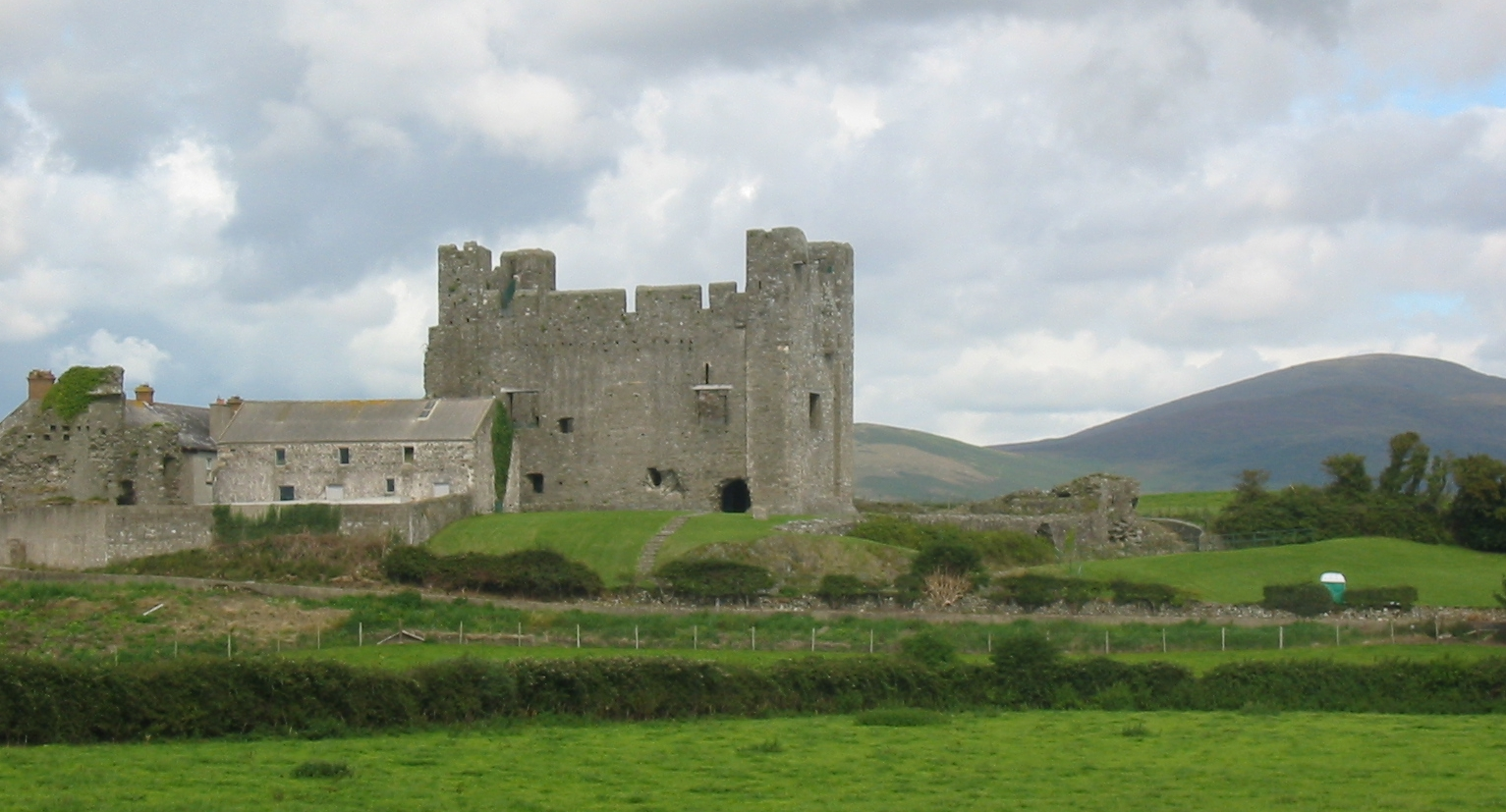
Замок Грінкастл (графство Даун).

Замок Грінкастл (англ. Greencastle) — один із замків Ірландії, розташований у графстві Даун, Північна Ірландія.

## Історія замку Грінкастл
Це королівський замок, побудований у ХІІІ столітті. Основна частина замку датується ХІІІ століттям, але замок добудовувався потім у XV та XVI століттях. Велика прямокутна башта має 3 склепінні камери на першому поверсі. Замок стоїть на скелі, в якій теж видовбані камери. Спочатку замок мав в оточенні прямокутні зовнішні стіни з чотирма кутовими вежами (руїни яких частково збереглися). Цілком ймовірно, що замок Грінкастл був побудований феодалом Х'ю де Лейсі одночасно із замком Карлінгфорд на протилежному березі озера Карлінгфорд-Лох. Замок захищав вузький канал, що входив в озеро і поромну переправу.
Є версія, що до цього норманські феодали після завоювання Ірландії в 1172 році побудували тут дерев'яні замки Мотт та Бейлі. Можливо, ці замки були побудовані Джоном де Курсі. Можливо, ці замки знаходились ближче до моря. Згідно легенди Джон де Курсі одружився в замку Грінкастл, але можливо це відбулося в попередньому замку .
Англійській короні замок Грінкастл передав феодал Річард де Бург — граф Ольстера в 1264—1333 роках. Замок Грінкастл був атакований і взятий штурмом верховним королем Ірландії Едвардом Брюсом — братом короля Шотландії Роберта І Брюса. Це сталося у 1316 році, не дивлячись на те, що з дочкою Річарда де Бурга був одружений Роберт Брюс. Потім на замок ще два рази нападали ірландські клани в XIV столітті. Англійський гарнізон був у замку до 1590 року. У XVI столітті замком володів граф Кілдер, а потім Ніколас Багенал Ньюрі. У XVII столітті під час повстання за незалежність Ірландії у 1641 році замок був бомбардований артилерією Олівера Кромвеля — замок захопили і обороняли повстанці.
Нині замок Грінкастл є пам'яткою історії та архітектури і охороняється законом.